# Suralaga (plaats)
Suralaga is een bestuurslaag in het regentschap Oost-Lombok van de provincie West-Nusa Tenggara, Indonesië. Suralaga telt 6709 inwoners (volkstelling 2010).